# Sudamericano de Rugby A 2018
El Sudamericano de Rugby A de 2018, fue la 40.ª edición del torneo.
En esta oportunidad se modificó el formato de la competencia respecto a años anteriores. Jugaron 6 selecciones acomodadas en 2 series y cada participante enfrentó sólo a los equipos de la otra serie, además se confeccionó una tabla general para determinar al campeón.

## Equipos participantes
| - Selección de rugby de Argentina XV (Argentina XV) - Selección de rugby de Chile (Los Cóndores) - Selección de rugby de Colombia (Los Tucanes) | - Selección de rugby de Brasil (Los Tupís) - Selección de rugby de Paraguay (Los Yacarés) - Selección de rugby de Uruguay XV (Los Teros) |

## Posiciones
| Pos. | Equipo       | Encuentros | Encuentros | Encuentros | Encuentros | Tantos  | Tantos    | Tantos     | Puntos |
| Pos. | Equipo       | jugados    | ganados    | empatados  | perdidos   | a favor | en contra | diferencia | Puntos |
| ---- | ------------ | ---------- | ---------- | ---------- | ---------- | ------- | --------- | ---------- | ------ |
| 1    | Brasil       | 3          | 3          | 0          | 0          | 131     | 50        | + 81       | 13     |
| 2    | Argentina XV | 3          | 2          | 0          | 1          | 161     | 54        | + 107      | 11     |
| 3    | Chile        | 3          | 2          | 0          | 1          | 131     | 48        | + 83       | 9      |
| 4    | Uruguay XV   | 3          | 1          | 0          | 2          | 61      | 91        | - 30       | 6      |
| 5    | Paraguay     | 3          | 1          | 0          | 2          | 31      | 187       | - 156      | 4      |
| 6    | Colombia     | 3          | 0          | 0          | 3          | 36      | 121       | - 85       | 1      |

Nota: Se otorgan 4 puntos al equipo que gane un partido, 2 al que empate y 0 al que pierda
Puntos Bonus: 1 punto al equipo que convierta 3 o más tries de diferencia que el rival y 1 al equipo que pierda por no más de 7 tantos de diferencia

## Resultados

### Primera fecha
| 5 de mayo, 14:00 | Colombia | 5 - 26  | Uruguay XV | Estadio Cincuentenario, Medellín, Colombia |                              |
|                  |          | Reporte |            | Árbitro(s): Henrique Platais               | Árbitro(s): Henrique Platais |

| 5 de mayo, 15:30 | Paraguay | 3 - 64  | Argentina XV | Estadio Héroes de Curupayty, Asunción, Paraguay |                          |
|                  |          | Reporte |              | Árbitro(s): Frank Mendez                        | Árbitro(s): Frank Mendez |

| 5 de mayo, 19:00 | Brasil | 28 - 12 | Chile | Estádio do Canindé, São Paulo, Brasil |                            |
|                  |        | Reporte |       | Árbitro(s): Joaquín Montes            | Árbitro(s): Joaquín Montes |

### Segunda fecha
| 12 de mayo, 12:00                                                 | Argentina XV | 33 - 36 | Brasil | Club Newman, Buenos Aires, Argentina |                            |
|                                                                   |              | Reporte |        | Árbitro(s): Joaquín Montes           | Árbitro(s): Joaquín Montes |
| Primer triunfo en la historia de Brasil ante un equipo argentino. |              |         |        |                                      |                            |

| 12 de mayo, 15:00 | Uruguay XV | 20 - 22 | Chile | Estadio Charrúa, Montevideo, Uruguay |                          |
|                   |            | Reporte |       | Árbitro(s): Pablo Deluca             | Árbitro(s): Pablo Deluca |

| 12 de mayo, 15:30 | Paraguay | 28 - 26 | Colombia | Estadio Héroes de Curupayty, Asunción, Paraguay |                          |
|                   |          | Reporte |          | Árbitro(s): Jauri Rivero                        | Árbitro(s): Jauri Rivero |

### Tercera fecha
| 19 de mayo, 15:00 | Brasil | 67 - 5  | Colombia | SPAC Santo Amaro, São Paulo, Brasil |                              |
|                   |        | Reporte |          | Árbitro(s): Damian Schneider        | Árbitro(s): Damian Schneider |

| 19 de mayo, 19:00 | Chile | 97 - 0  | Paraguay | Old Grangonian Club, Santiago, Chile |                                |
|                   |       | Reporte |          | Árbitro(s): Francisco González       | Árbitro(s): Francisco González |

| 20 de mayo, 14:30 | Argentina XV | 64 - 15 | Uruguay XV | Club Newman, Buenos Aires, Argentina |                              |
|                   |              | Reporte |            | Árbitro(s): Henrique Platais         | Árbitro(s): Henrique Platais |

| Bandera de Brasil |
| Campeón Brasil    |
| Primer título     |